# Eriko Matsui
Eriko Matsui (松井 恵理子 Matsui Eriko: Prefectura de Aichi, 8 de marzo de 1989) es una seiyū japonesa. También se la conoce como Eirii (エイリー), apodo que fue cambiado a Eiri (鋭利) por su compañera de elenco Yuri Yoshida, en un principio, y luego por Kattā (カッター, "cutter", "más bonito" en inglés), lo que derivó a su famoso saludo: カッターでよかったー、松井恵理子です！皆会いた。。。かった！ (Kattā de yokattā, Matsui Eriko desu! Minna aita... katta!).
Ha participado en series como Mikakunin de Shinkoukei, Log Horizon, Akame ga Kill!, Busō Shōjo Machiavellism y Girl Friend Beta, entre otras. Está afiliada a IAM Agency.

## Roles interpretados

### Series de Anime
2012
- Tasogare Otome × Amnesia como Mina Suzuki (ep 6).

2013
- Log Horizon como Isuzu.

2014
- Akame ga Kill! como Suzuka.
- Fairy Tail 2º Temporada como Kamika.
- Futsuu no Joshikousei ga Yatte Mita como Sumire Mihara.
- Girl Friend Beta como Kaho Mishina.
- Log Horizon (2ª temporada) como Isuzu.
- Mikakunin de Shinkoukei como Benio Yonomori.
- Rail Wars! como Narumi Sawara (ep 4).
- Sabagebu! como Yayoi Isurugi (eps 6, 12).

2015
- Chaos Dragon como Gakushō.
- Etotama como Mootan.
- Gintama° como Shigeshige Tokugawa (joven).
- Jewelpet Magical Change como Mittermeyer Kato.
- Jōkamachi no Dandelion como Beru (eps 1, 5-6), Bubu (eps 1, 5-6), Inari (eps 1, 5-6), Misaki Sakurada, Raio (eps 1, 5-6), Revi (eps 1, 5-6), Shaura (eps 1, 5-6) y Yuniko (eps 1, 5-6).
- Kaitō Joker como Cyan (ep 25).
- Million Doll como Yurino.
- Re-Kan! como Merry-san.
- The IDOLM@STER Cinderella Girls como Nao Kamiya (ep 13).
- The IDOLM@STER Cinderella Girls 2 como Nao Kamiya.
- Young Black Jack como Mio (eps 9-11).

2016
- Hagane Orchestra como Nanaka.
- Nazotokine como Kyōka Mizukami.
- Nurse Witch Komugi R como Rei.

2017
- Busō Shōjo Machiavellism como Kirukiru Amō.
- ēlDLIVE como Ton to.
- Hina Logi: From Luck & Logic como Rosa y Westa.
- Tsugumomo como Kokuyou.

2024
- Wonderful Precure! como Torame.

### OVAs
2017
- Busō Shōjo Machiavellism como Kirukiru Amō.

### ONAs
2015
- Ninja Slayer From Animation como Machi (ep 3).[3]

### CD Drama
- Hachi-nan tte, Sore wa Nai deshou! Vol.10.5 Drama CD Booklet como Ina.
- THE IDOLM@STER CINDERELLA MASTER 027: Kamiya Nao como Nao Kamiya.

### Videojuegos
- Beast Friends como Roe Deer.
- Bullet Girls 2 como Ran Saejima.
- Hero Must Die como Merian.
- Uma Musume: Pretty Derby como Fujikiseki.
- Yoru no Nai Kuni como Mistral.
- Magia Record como Haruka Kanade

## Música

### Discografía
- 2017: Nijiyoubi. Vendió 3.938 copias en su semana de lanzamiento, llegando a ser el 26º CD más vendido en Japón en dicha semana.[4]

### Participaciones en anime

#### Show By Rock!!
Como parte de "Tsurezurenaru Ayatsuri Mugenan" participó en:
- Tabiji Yoiyoi wi Yume Hanabi (旅路宵酔ゐ夢花火), aparecido en los episodios 4 y 11 de la primera temporada de la serie.[5]
- SHOW BY ROCK!! Sasurai ~SASURAI~, sencillo lanzado el 20 de abril de 2016 con el tema "Sasurai ~SASURAI~".[6]

#### The IDOLM@STER Cinderella Girls
- Interpretó el tema Dekitate Evo! Revo! Generation! (できたてEvo! Revo! Generation!) insertados en los episodios 19 y 22 de la serie The IDOLM@STER Cinderella Girls.[7]
- Participó del sencillo The iDOLM@STER: Cinderella Girls Gekijou ED "Etude wa Ikkyoku dake". En su semana de lanzamiento fue el más vendido, con 37.437 copias en Japón.[8]

#### Otras Interpretaciones
- Como parte de "Sol/Lull BOB", participó del ending blue moment de la serie Etotama.[9][10]
- Formando parte de "Mikakuning!" (みかくにんぐッ!), participó del opening Tomadoi→Recipe (とまどい→レシピ) y el ending Masshiro World (まっしろわーるど) de la serie Mikakunin de Shinkoukei.[11][12]
- Cantó junto con Mayu Iizuka y Yui Watanabe el opening Dreamin’× Dreamin’!! de la serie Million Doll.[13]
- En su rol como Fujikiseki, y en compañía de Lynn y Tomoyo Takayanagi, participó del CD "Umamusume Pretty Darby" STARTING GATE 02 de la franquicia Uma Musume.[14]